# Xert

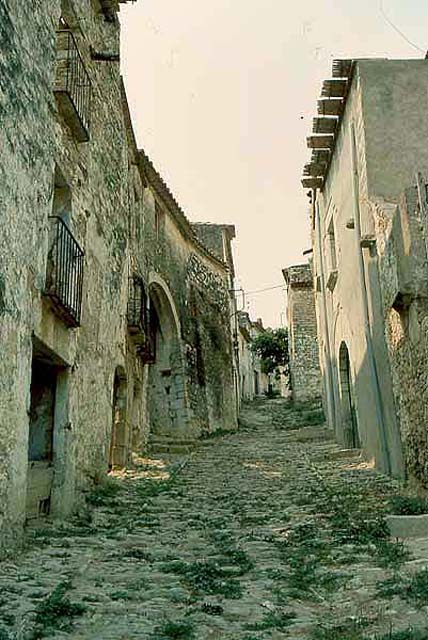
Poble vell

Xert és un municipi del País Valencià situat a la comarca del Baix Maestrat.
Limita amb Canet lo Roig, la Jana, Sant Mateu i Catí. Darrere el poble s'alcen les Moles de Xert, on el cim més alt és la Mola Grossa, de 806 m.

## Geografia

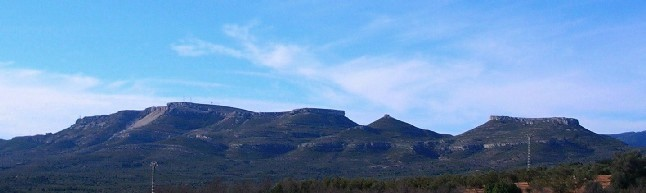
Moles de Xert

Xert està situat en la conca alta de la rambla de Cervera, en el sector occidental de la comarca.
És bàsicament muntanyenc, coronat per les impressionants Moles de la Redona, la Moleta i la Mola Murada o Tormassal: s'exploten en aquesta última pedreres de marbre jaspiat o roig.

## Història
A la Mola Murada, autèntica fortificació natural, hi ha les restes d'un gran poblat del bronze. D'origen musulmà, formava part de la batlia de Cervera, per la qual cosa pertanyé a l'orde de l'Hospital des del 1233, any de l'ocupació cristiana. El 1235 va rebre carta pobla del mestre de l'orde. El 1319 passa a l'orde de Montesa fins al segle xix, fi dels senyorius. Durant l'època medieval hi havia el poblat de La Barcella, abandonat el 1609, any de l'expulsió morisca, i Xert tenia un lligallo propi per a l'organització de la ramaderia. El 1836 tingué lloc als seus voltants un fort combat entre liberals i carlins.

## Economia

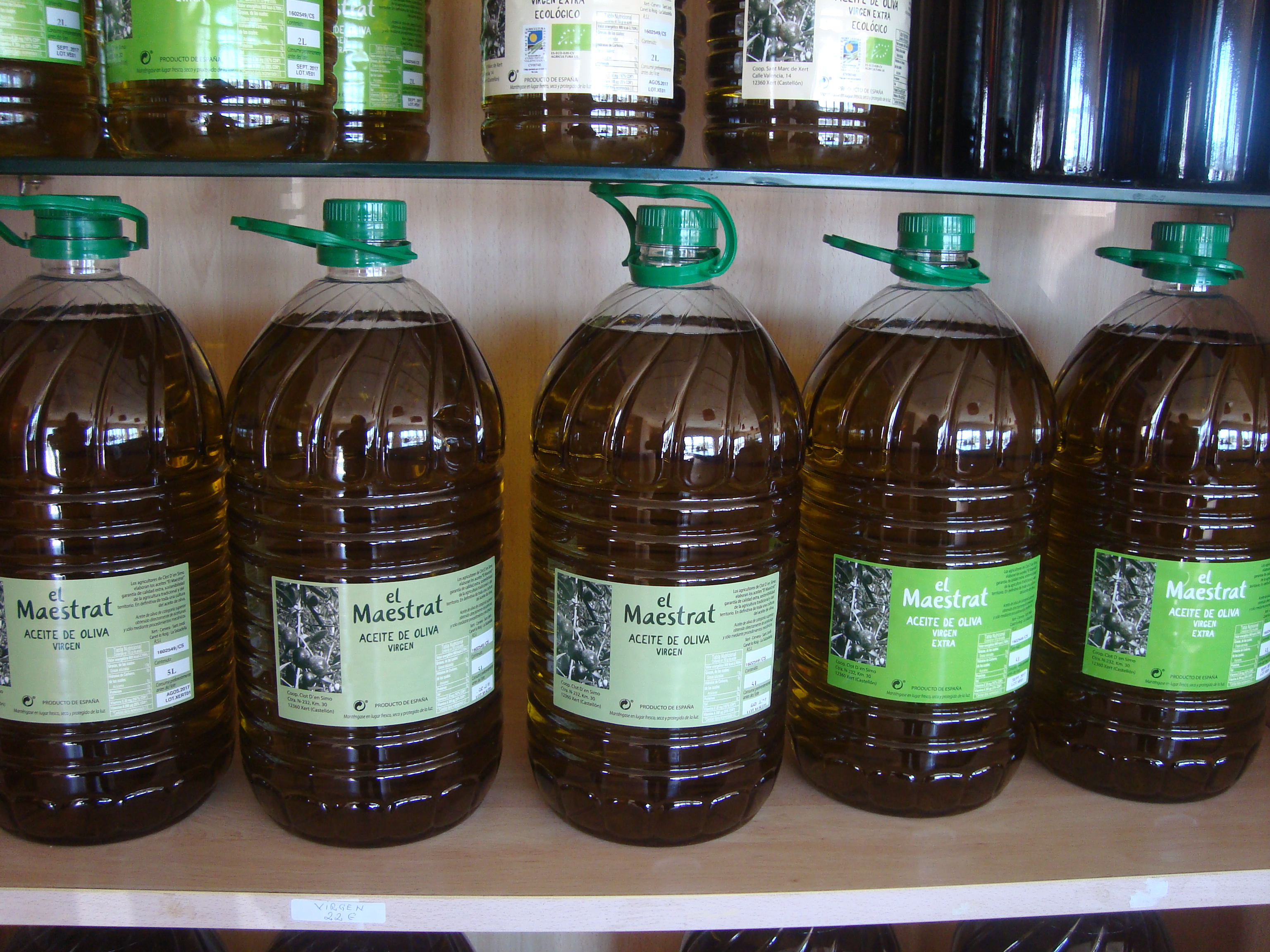
Oli d'oliva de la cooperativa Clot d'en Simó (Xert, Castelló)

L'economia es basa essencialment en l'agricultura de secà, l'oli d'oliva i la ramaderia. A la Mola Murada s'han explotat mines de marbre roig.

## Demografia
| Evolució demogràfica (des de 1877) Censos de població | Evolució demogràfica (des de 1877) Censos de població | Evolució demogràfica (des de 1877) Censos de població |
| ----------------------------------------------------- | ----------------------------------------------------- | ----------------------------------------------------- |
|                                                       |                                                       |                                                       |
|                                                       |                                                       |                                                       |
|                                                       | Font: Institut Nacional d'Estadística                 |                                                       |

| Població | 894 | 888 | 895 | 903 | 896 | 914 | 912 | 918 | 927 | 906 | 897 | 889 | 873 | 862 | 819 | 779 | 754 | 733 | 725 |

## Alcaldia
Des de 2019 l'alcaldessa de Xert és Susana Sanz Ferreres del Partit Popular (PP).
| Període                       | Alcalde o alcaldessa          | Partit polític | Data de possessió | Observacions |
| ----------------------------- | ----------------------------- | -------------- | ----------------- | ------------ |
| 1979–1983                     | Vicente Beltrán Valdés        | UCD            | 19/04/1979        | --           |
| 1983–1987                     | Vicente Beltrán Valdés        | AP-PDP-UL-UV   | 28/05/1983        | --           |
| 1987–1991                     | Germinal Calvet Pla           | PDP-CV         | 30/06/1987        | --           |
| 1991–1995                     | Vicente Beltrán Valdés        | PP             | 15/06/1991        | --           |
| 1995–1999                     | Vicente Beltrán Valdés        | PP             | 17/06/1995        | --           |
| 1999–2003                     | Vicente Beltrán Valdés        | PP             | 03/07/1999        | --           |
| 2003–2007                     | Fernando Beltrán Jovaní       | PP             | 14/06/2003        | --           |
| 2007–2011                     | Fernando Beltrán Jovaní       | PP             | 16/06/2007        | --           |
| 2011–2015                     | José Rosendo Segarra Ferreres | PP             | 11/06/2011        | --           |
| 2015–2019                     | José Rosendo Segarra Ferreres | PP             | 13/06/2015        | --           |
| 2019-2023                     | Susana Sanz Ferreres          | PP             | 15/06/2019        | --           |
| Des de 2023                   | n/d                           | n/d            | 17/06/2023        | --           |
| Fonts: Generalitat Valenciana |                               |                |                   |              |

## Monuments

### Monuments religiosos

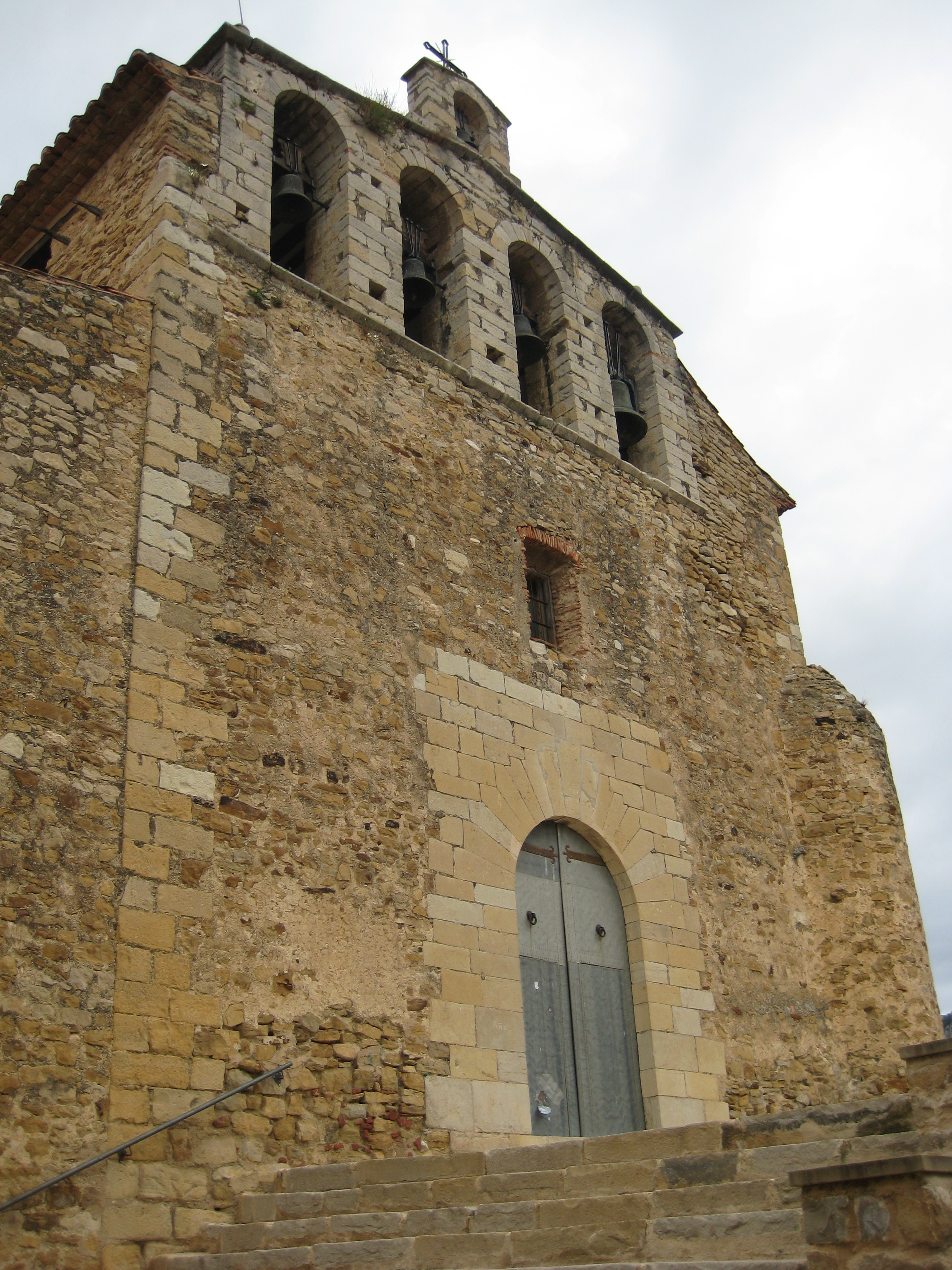
Església vella

- Església Nova de XertEsglésia vella de l'Assumpció

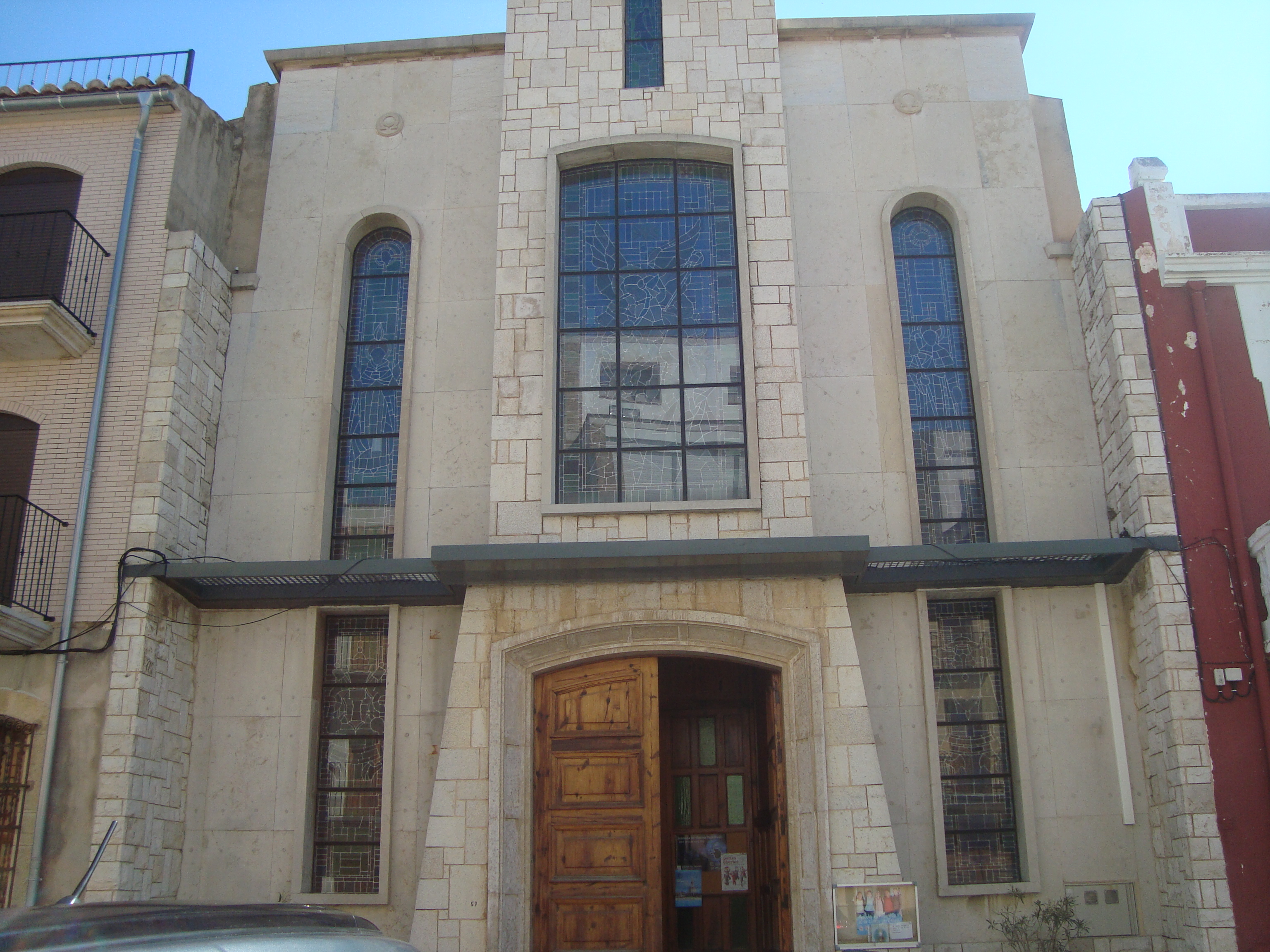
Església Nova de Xert

Construïda a la fi del segle xiii i reformada al segle xvii per l'arquitecte Esteve Ganaut. Presenta una bella portada lateral del segle xv, abocinada i amb arquivoltes. Té una estructura de nau amb capelles laterals i voltes de creueria.
Des de 1984 s'han portat a terme treballs de restauració de l'edifici més emblemàtic de Xert. El Patronat Pro Restauració Església Vella de Xert va néixer amb aquest motiu i fins al moment ve gestionant-ne el procés de restauració ajudat per la pràctica totalitat d'habitants de Xert.
- Església Nova

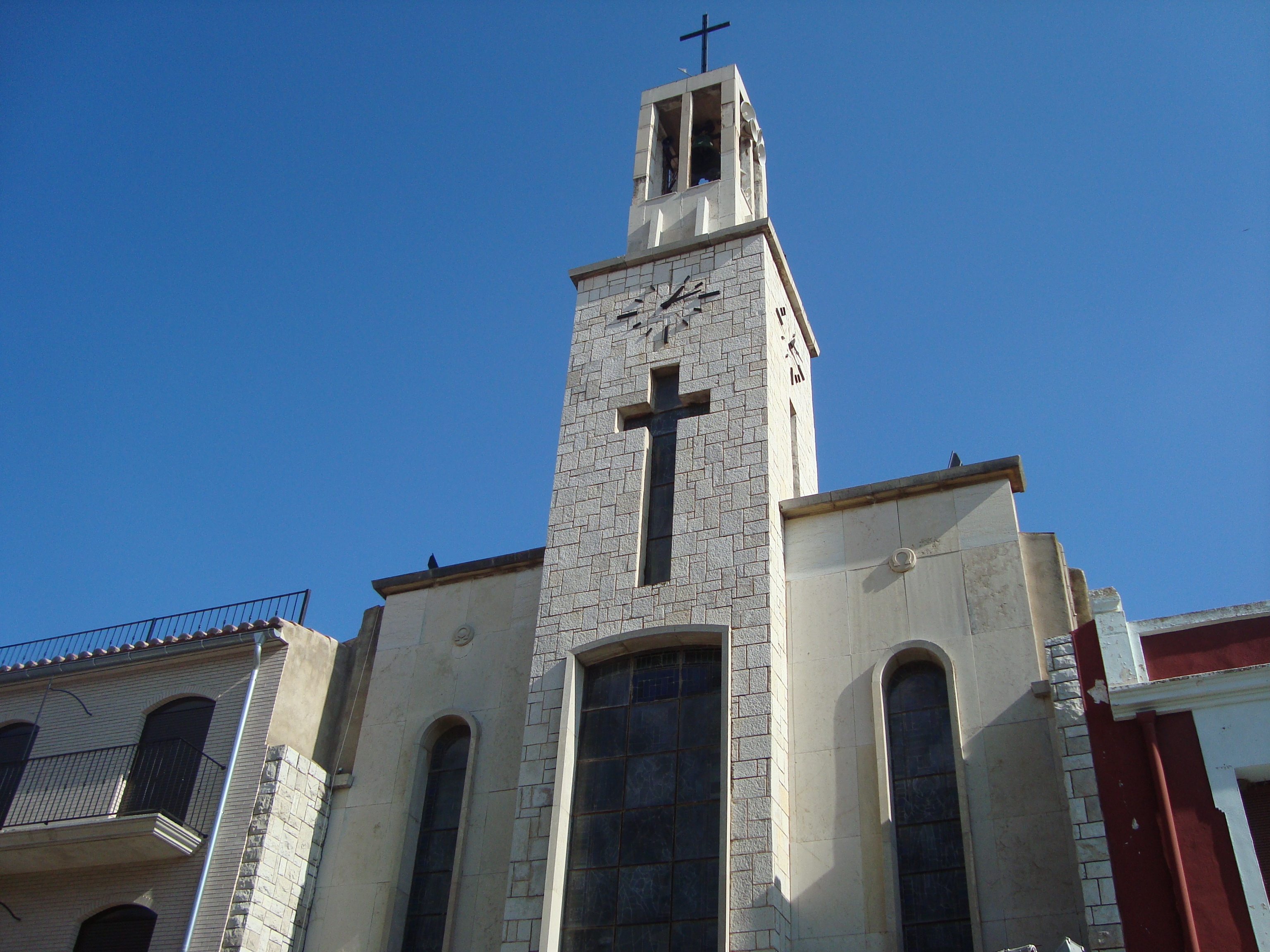
Campanar de l'Església de Xert

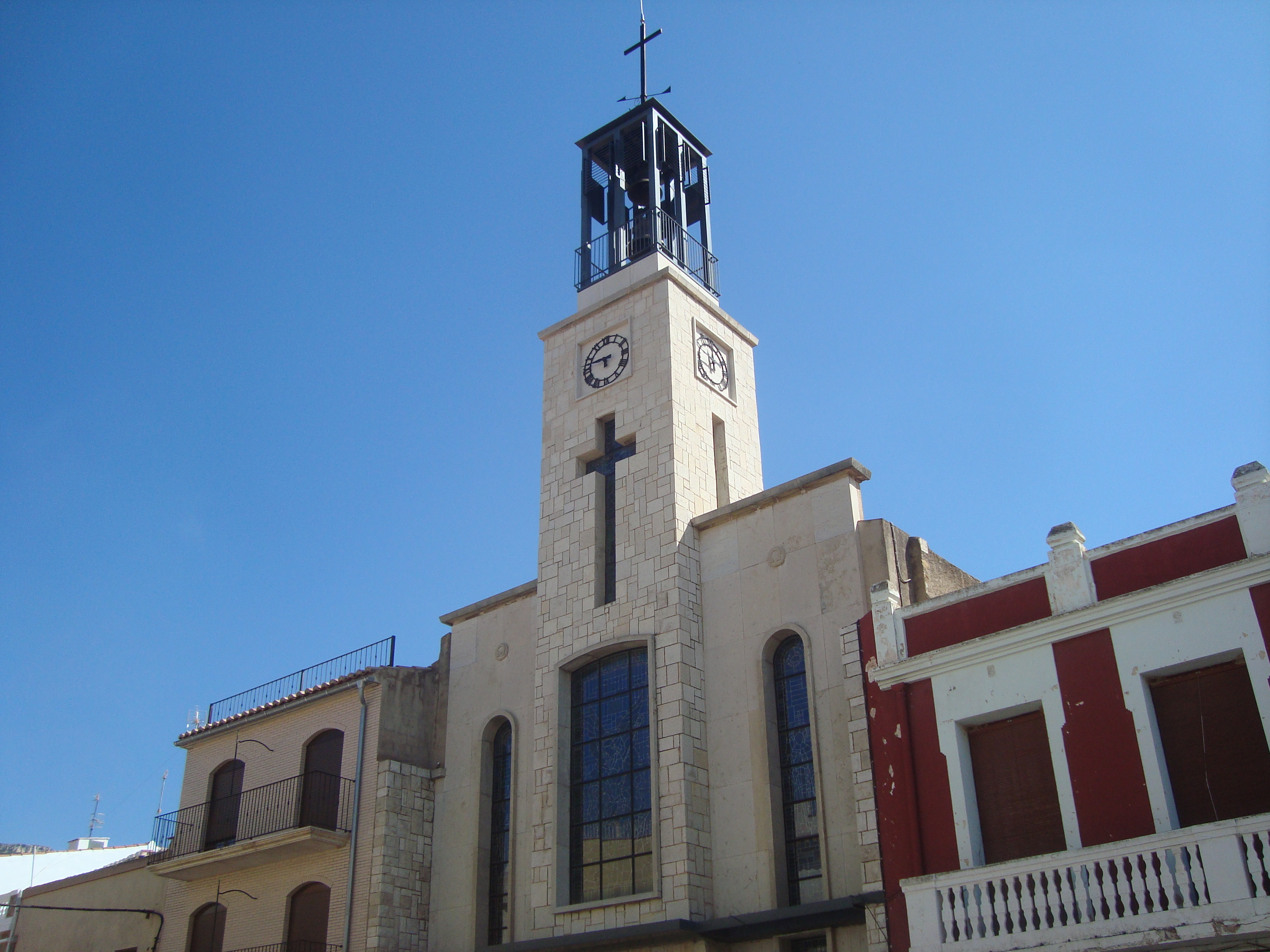
Campanar de l'Església Nova de Xert

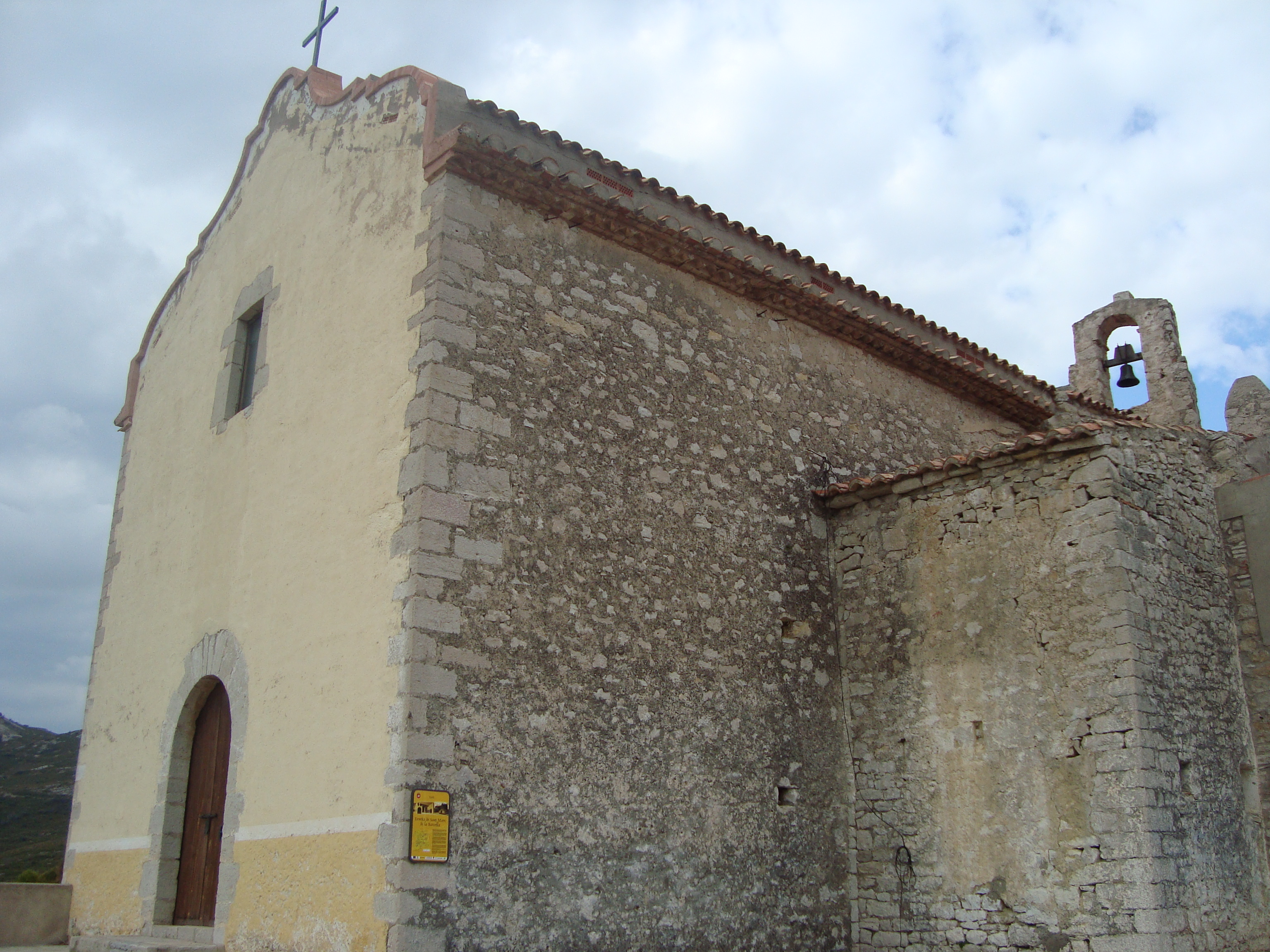
Ermita de Sant Marc de la Barcella, Xert

- Ermita de Sant Pere i Sant Marc de la Barcella.[4] Del s. XVI, restaurada el 1991. Es troba darrere la Mola Murada.

- Ermita de l'Esperança.

- Capella de la Mare de Déu del Pilar d'Anroig (Xert)Capella d'Anroig a la caseria d'Anroig.

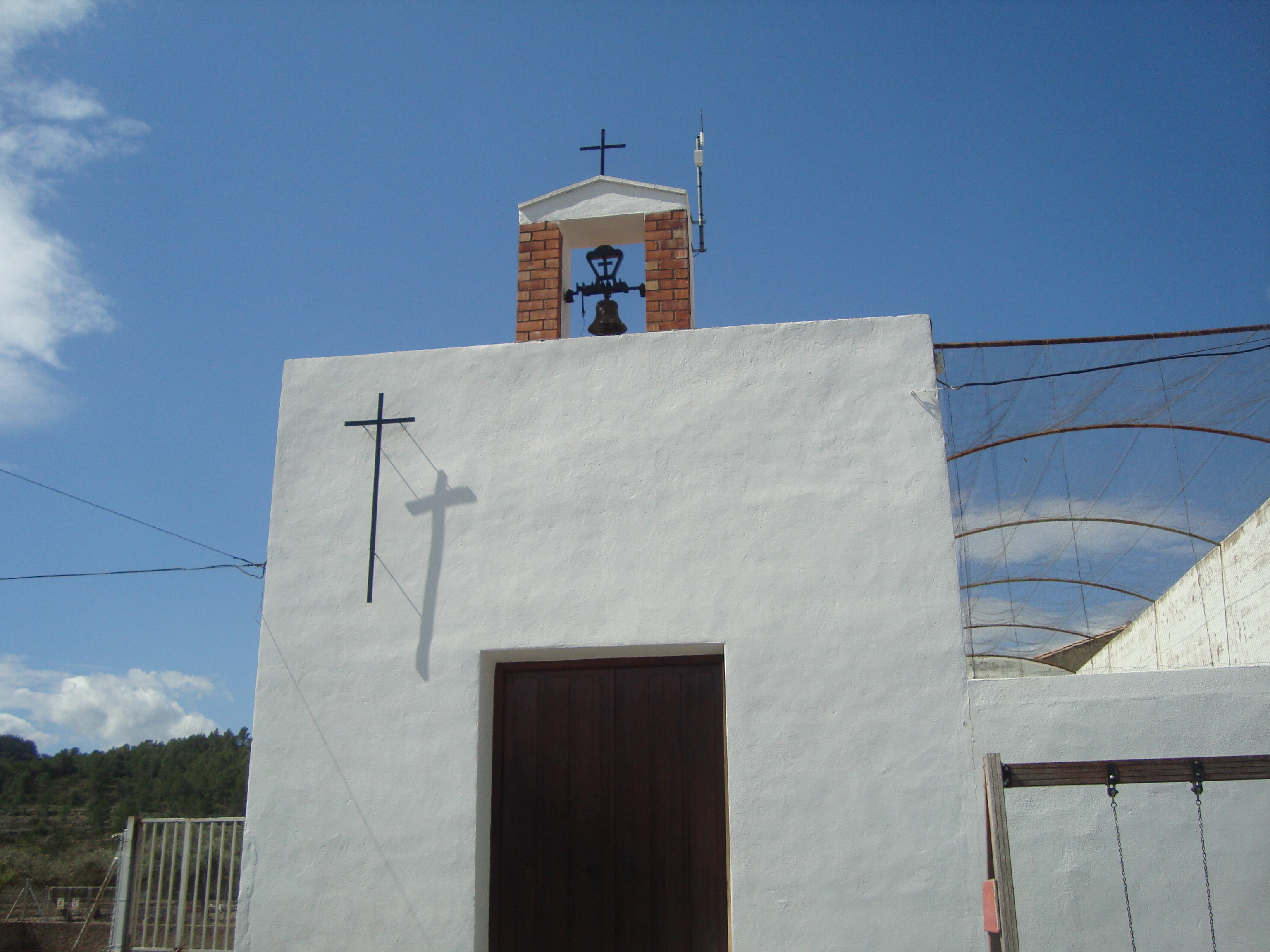
Capella de la Mare de Déu del Pilar d'Anroig (Xert)

- Retaules ceràmics de la Santíssima Trinitat, del segle XVII; de Sant Marc i de Sant Vicent i Sant Cristòfol, del segle xviii.

### Monuments civils

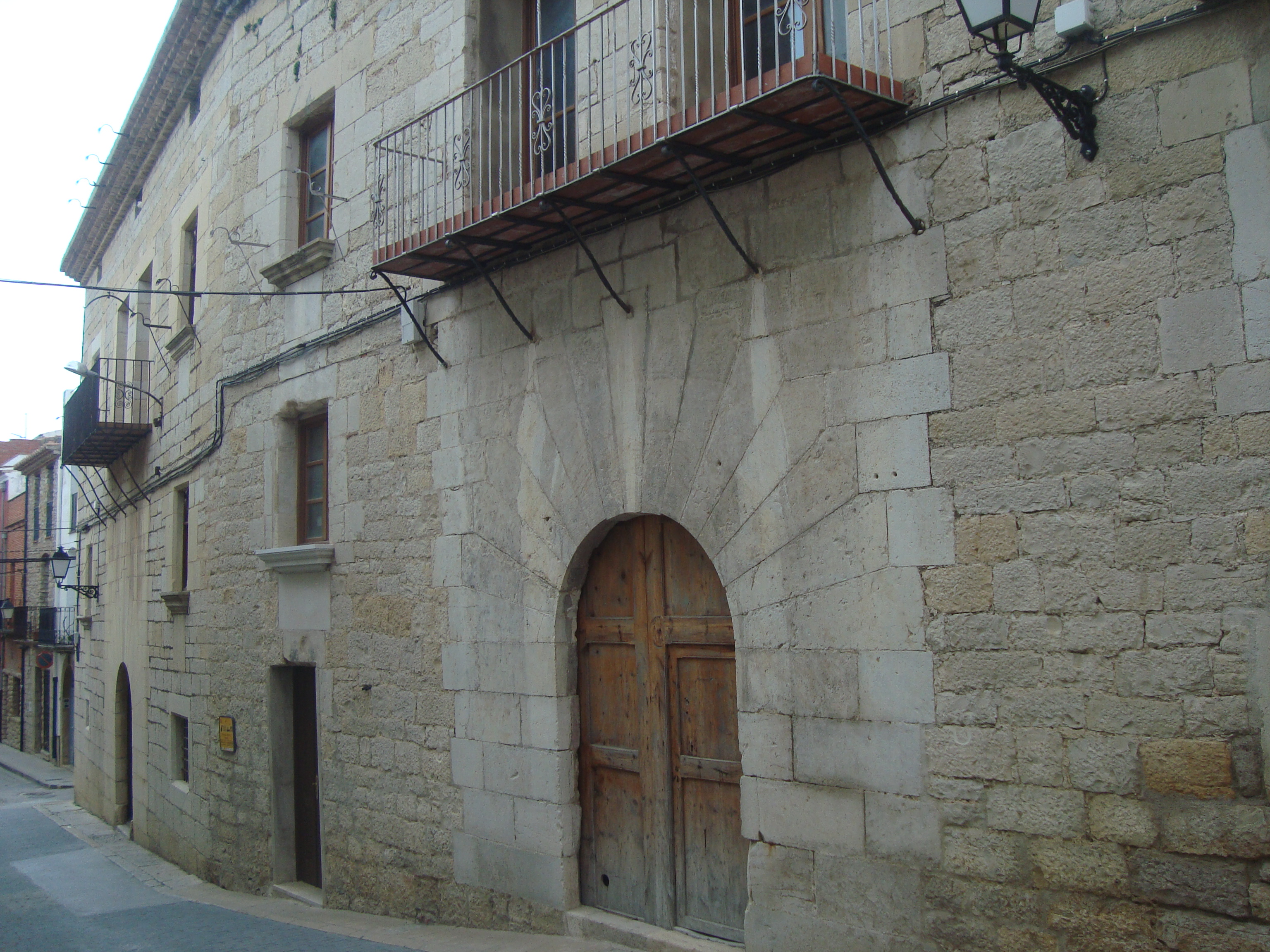
Palau dels Comtes de Pestagua (Xert)

- Palau dels Comtes de Pestagua (Xert)Palau dels Comtes de Pestagua. És l'edifici civil més notable de la població. Els seus constructors i posseïdors van ser els Feliu, de Castelló de la Plana, una de les branques de la família que es va assentar en aquest poble en el segle xvii. Així ho prova mossèn Miguel Segarra en la seua Història eclesiàstica de Xert, que conta que eren uns "rics hisendats" que posseïen el patronatge d'una capella en "l'església Vella", amb dret a sepultura. Aquest edifici, venut per la família a principis del segle xx, es compon actualment de dues parts ben diferenciades: la situada al cantó del carrer València; la darrera, habitada per la comtessa de Pestagua, i adquirida pel farmacèutic del poble, fou coneguda com a "casa del metge Garcia" pel metge titular que va casar-se amb la filla d'aquell i hi va viure fins als anys 60. Actualment propietat d'una família valencianoasturiana, fou acuradament restaurada des dels anys 90. L'altra, propietat de la cooperativa agrícola Sant Marc, fou objecte d'importants obres de reconstrucció, encara no finalitzades, des de 2009, amb una subvenció de 500.000 euros de la Generalitat Valenciana. Tornada la façana i cos que dona al carrer València d'aquesta segona part a la seua antiga esplendor, després de les infortunades intervencions de dècades anteriors, està previst que allotge un contenidor cultural.

- Forn medieval. Molt degradat, però també en procés de restauració.

- Castell. Va estar edificat en el lloc que ocupa l'església antiga; així com la fortificació de la població; era d'origen àrab. Va passar a poder dels cristians el 1233, i en prengué possessió el mestre de l'orde de l'Hospital, per anterior donació de Ramon Berenguer IV, respectada per Jaume I.

- Muralles. Queda molt poc de les muralles, i formen part dels habitatges actuals. Es pot observar el portal dels Porxes, de 1609.

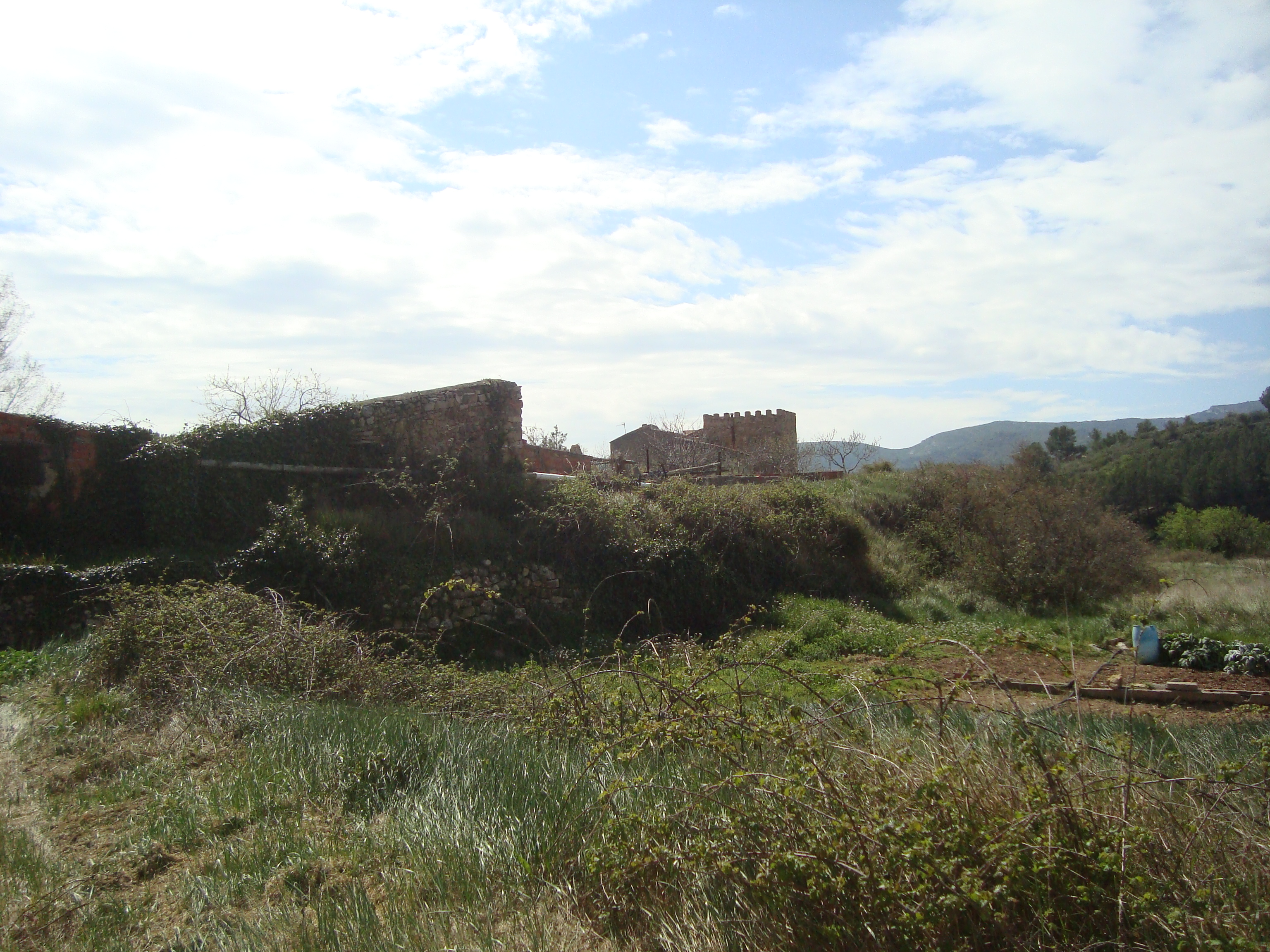
Torreta del Molinar

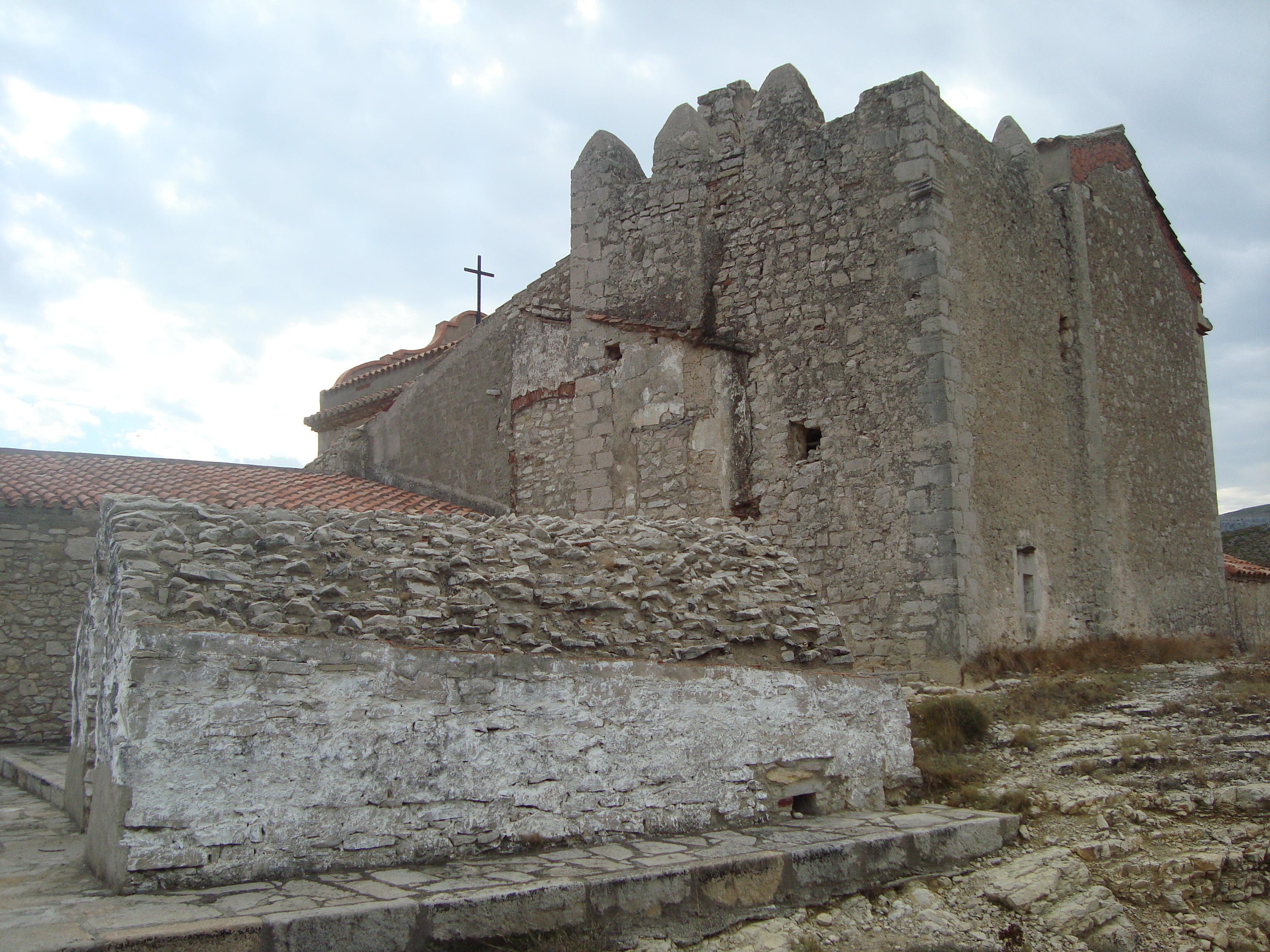
Torre i aljub de Sant Marc (Xert)

- Torreta del MolinarTorre i aljub de Sant Marc (Xert)Torres. En el terme municipal de Xert es localitzen diverses torres de les quals disposava la població per defensar-se: torre d'En Molinar, torre Sant Marc, torre d'En Roig, torre de Pepo.

- Mola Murada.

## Llocs d'interès
- Font de l'Auvelló.
- Pont medieval del barranc del Molinar (Xert, Castelló)Font del Molinar.

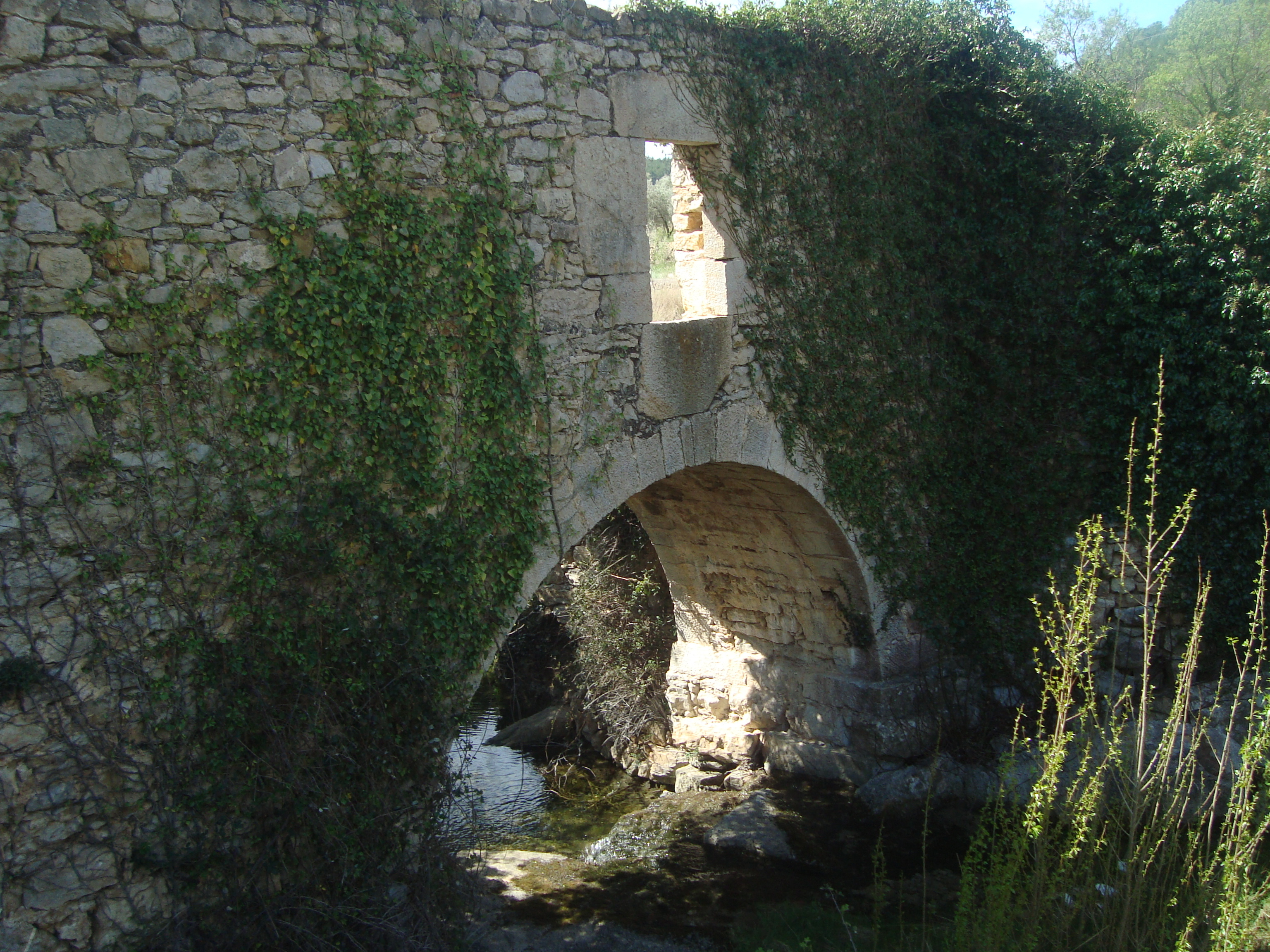
Pont medieval del barranc del Molinar (Xert, Castelló)

- Fontanals. Llogaret actualment deshabitat.
- Torresseta del Turmell. Microreserva de flora.

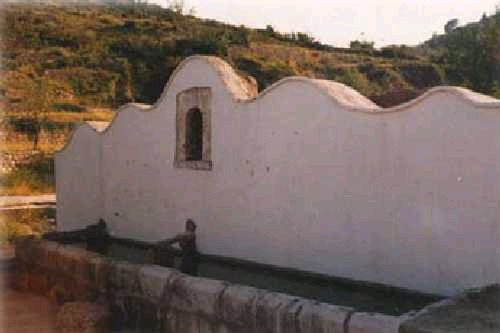
Font de l'Auvelló
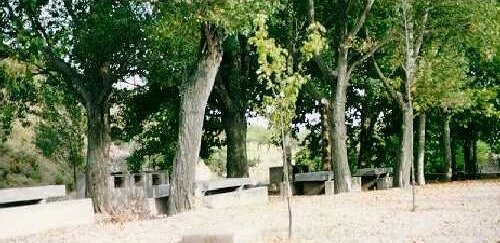
Font del Molinar

## Festes i celebracions
- Festes majors. Del 14 al 23 d'agost en honor de la Mare de Déu d'Agost i a Sant Roc.
- Sant Marc. Romeria el 25 d'abril a l'ermita del sant.
- Xòfers. Xaranga nocturna perquè ningú se'n vaja a dormir després de l'orquestra de la nit anterior. Samarretes commemoratives. Xocolata i "prims". Berenar de germanor. Festa de l'aigua. Orquestra i revetlla.